# عزمی بشاره
عَزمی بشاره(عربی: عَزمی بشاره) (عبری: עזמי בשארה)، سیاستمدار مسیحی اسرائیلی، عضو پیشین کنِسِت و از پایه‌گذاران حزب «بلد» در میان اعراب اسرائیلی است.
او در ناصره متولد شد و با تأسیس کمیته ملّی دانش آموزان دبیرستان عرب در سال ۱۹۷۴ فعالیت سیاسی خود را آغاز کرد. بشاره چندین سال بعد در دانشگاه، اتحادیه دانشجویان عرب را پایه‌گذاری کرد و در سال ۱۹۹۵ حزب بلد را تشکیل داد. سپس در سال ۱۹۹۶ در انتخابات کنست، به عضویت کنست برگزیده شد. پس از آن در سال‌های ۱۹۹۹، ۲۰۰۳ و ۲۰۰۶ باز هم منتخب حزب شد.
او پس از دیدار از لبنان و سوریه ومتعاقب جنگ لبنان در سال ۲۰۰۶ میلادی مورد اتهام جاسوسی قرار گرفت و به ارائه اطلاعات هدفمند به حزب‌الله لبنان متهم شد. او پس از سلب مصونیت پارلمانی، از اسرائیل گریخت.  مسئله سلب تابعیتِ او، در مطبوعات اسرائیل مطرح شد.

## تحصیلات
او از دانش‌آموختگان دانشگاه عبری اورشلیم است و مدرک دکترای خود را در رشتهٔ فلسفه از دانشگاه هومبولت برلین اخذ کرده است.

## زندگی سیاسی
عزمی بشاره از پایه‌گذاران حزب بلد بود. وی در سال ۱۹۹۶ میلادی، به نمایندگی از اعراب اسرائیلی در انتخابات سراسری اسرائیل شرکت کرد و به عضویت چهاردهمین دوره کنست درآمد. وی با عضویت در کنست، از مزایا و مصونیت نمایندگی برخوردار شد. در سال ۱۹۹۹ میلادی، عزمی بشاره به عنوان اولین شهروند عرب-اسرائیلی، خود را نامزد کسب مقام نخست‌وزیری اسرائیل کرد. وی همچنین با وجود دلبستگی به سازمان‌های فلسطینی و عربی، به عضویت در پانزدهمین، شانزدهمین و هفدهمین دورهٔ کنست انتخاب شد.

### جاسوسی
در جریان جنگ اسرائیل و لبنان در ژوئیه ۲۰۰۶ میلادی، عزمی بشاره که عضو هفدهمین دوره کنست بود، با استفاده از مصونیت سیاسی خود، اقدام به گردآوری اطلاعات محرمانه نظامی برای حزب‌الله لبنان کرد.
هنگامی که مشخص شد وی به جاسوسی از درون نهادهای اطلاعاتی و نظامی اسرائیل به سود حزب‌الله لبنان اقدام کرده و اطلاعات و مدارکی علیه وی از سوی سازمان اطلاعات و امنیت داخلی اسرائیل، گردآوری شد، با استفاده از مصونیت سیاسی به خارج از کشور گریخت و با حضور در سفارت اسرائیل در قاهره، از عضویت در کنست استعفا داد.
پس از ماجرای جاسوسی عزمی بشاره، پارلمان اسرائیل، طرحی را به تصویب رساند که بر اساس آن «هر شهروند اسرائیلی که طی هفت سال گذشته، به یک کشور متخاصم اسرائیل سفر کرده باشد، از حق شرکت در انتخابات پارلمانی و انتخاب به عنوان نماینده محروم خواهد شد».

### پس از استعفا
عزمی بشاره، پس از اعلام کناره‌گیری از عضویت در پارلمان اسرائیل، معادل حدود یکصد هزار دلار از دولت حق بازنشستگی دریافت کرد و اکنون نیز حقوق بازنشستگی و مزایای مالی به عنوان حق عضویت گذشته در پارلمان اسرائیل، به خانواده او در اسرائیل پرداخت می‌شود.